# Кудря, Иван Данилович
Иван Данилович Ку́дря (7 июля 1912, село Сальково, Переяславский уезд, Полтавская губерния (ныне — село Процев, Бориспольский район, Киевская область) — ноябрь 1942, Киев, Украинская ССР) — советский разведчик, Герой Советского Союза.

## Биография
Родился 7 июля 1912 года. Его родной отец, Даниил Васильевич Кудря, в 1914 году был мобилизован и погиб на поле боя первой мировой войны. Мать осталась одна с тремя детьми на руках — близнецами Марком и Даниилом и младшим — Иваном. Несколько лет жили в Киеве, где Анисья Захаровна работала на пивоваренном заводе. В 1920 году из-за тяжелых условий жизни в Киеве семья возвращается в родное село. В 1922 году Анисья Захаровна во второй раз выходит замуж за крестьянина Василия Гавриловича Куценко. В 1926 году семья в составе группы других переселенцев переезжает на постоянное место проживания в Северную Таврию (село Рогачинка). Иван батрачил у местных кулаков. Вскоре семья вступила в колхоз села Шевченки. В 1929—1930 годах обучается в Чаплинской семилетней трудовой школе, которую успешно окончил. После её окончания поступает в Киевский зоотехнический институт. Однако учиться ему там не пришлось. ЦК ВЛКСМ мобилизовал его на педагогическую работу в числе трехтысячников. После окончания педагогических курсов в Херсоне его направили на работу заведующим Рогачинской начальной школой, где он проработал до 1932 года. В 1932 году его направляют на работу слесарем в Павловскую, а с 1933 года — в Чаплинскую МТС. Осенью 1934 года Ивана Даниловича призвали в ряды Красной армии в пограничную охрану НКВД.
После призыва в армию проходил службу в пограничных войсках на западной границе. Командованием был рекомендован к учёбе в училище НКВД, после окончания которого направлен на службу во внешнюю разведку. C 1 февраля 1939 года — лейтенант государственной безопасности.
Позже — майор, начальник отдела 1 УНКВД Украины. С началом Великой Отечественной войны оставлен в Киеве для организации и руководства разведывательно-диверсионными группами. Принимал непосредственное участие в подготовке и боевых операциях 7 диверсионных групп в оккупированном немцами г. Киеве. Собирал здесь разведданные о противнике и его агентуре. В результате предательства был схвачен гитлеровцами 5 июля 1942 года и казнен в ноябре того же года.
В группу И. Кудри входили также актриса Р. Н. Окипная, Е. А. Бремер, А. И. Печенев и др. С диверсионной группой Кудри по одной из версий связывают взрыв собора Киево-Печерской лавры (XI век).

## Награды
- Указом Президиума Верховного Совета СССР от 8 мая 1965 года посмертно присвоено звание Героя Советского Союза.
- Награждён орденом Ленина (1965).

## Память

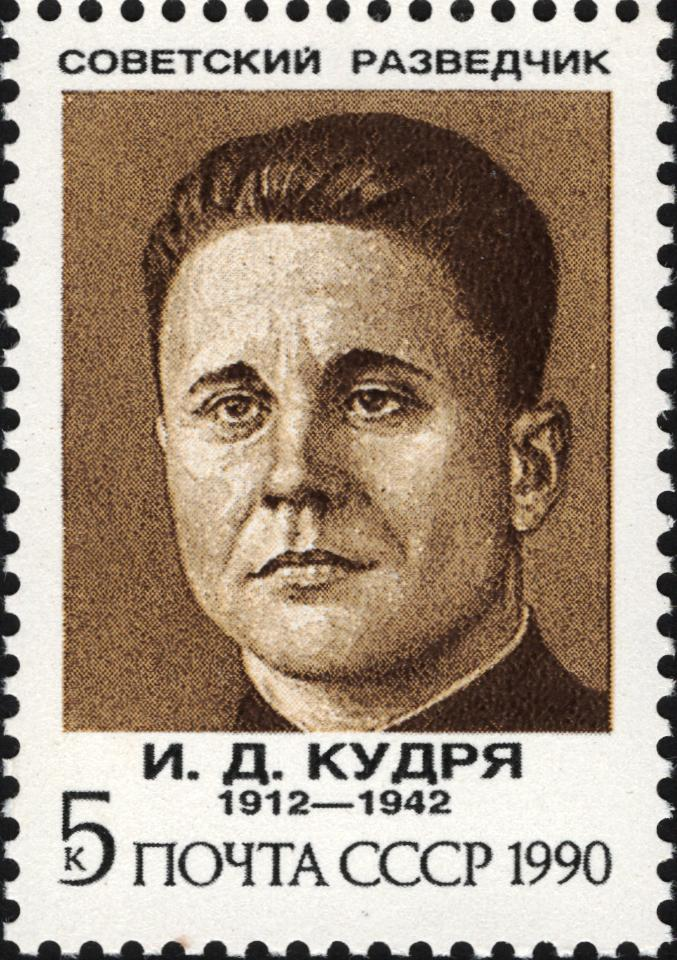
center]]|Почтовая марка, 1990 год
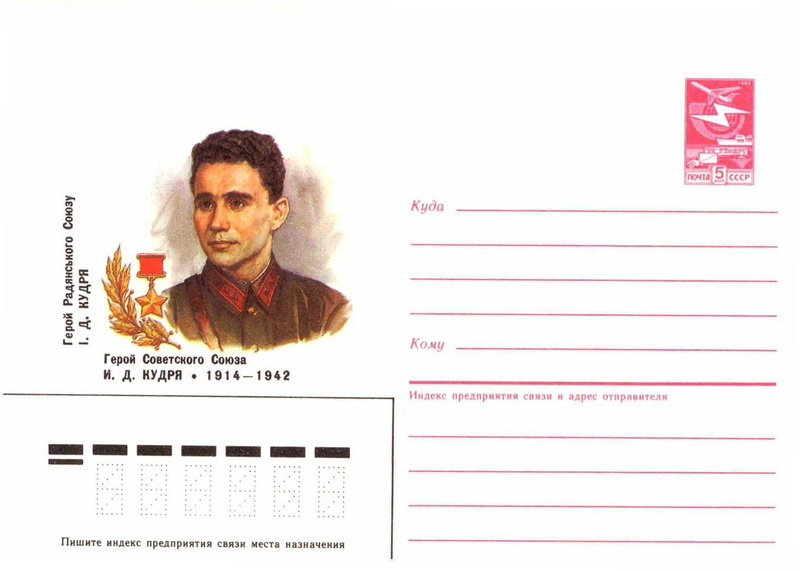
Почтовый конверт, 1987 год

- 23 марта 1987 года вышел художественный маркированный конверт Министерства связи СССР с оригинальной маркой.
- 20 ноября 1990 года почтовое ведомство СССР выпустило в обращение серию из пяти почтовых марок работы художника Б. Илюхина, посвящённых советским разведчикам (С. А. Ваупшасов, Р. И. Абель, К. Филби, И. Д. Кудря и К. Т. Молодый)[3]
- Именем И. Д. Кудри до 2019 года была названа улица в городе Киеве. 3 сентября 2018 президент Украины П. А. Порошенко предложил переименовать её в улицу имени Джона Маккейна[4][5][6] 4 апреля 2019 года Киевский городской совет проголосовал за это переименование[7]
- Именем И. Д. Кудри ранее называлась улица Петра Волянюка в городе Борисполе.
- Мемориальная доска на улице им. И. Кудри в городе Киеве[8].
- Именем И. Д. Кудри названа специализированная (языковая) школа № 181 в г. Киеве.
- Именем И. Д. Кудри названа улица в посёлке городского типа Чаплинка Херсонской области; Чаплинский аграрный лицей носит имя И. Д. Кудри, а возле главного корпуса лицея установлен памятник-бюст героя.
- Именем И. Д. Кудри было названо сельхозпредприятие села Хлебодаровка Чаплинского района Херсонской области, а в 1977 году здесь же установлен памятник;
- Его имя носит также Шевченковская общеобразовательная средняя школа (на момент присвоения звания — восьмилетняя) Чаплинского района, а в центре села установлен памятник; теплоход с этим именем принадлежал Херсонскому пароходству
- Памятник И. Д. Кудри возле школы, в селе Ревне, Бориспольский район, Киевской области.

## Фильм
- «Два года над пропастью», киностудия им. Довженко, 1966 год.
- «По законам военного времени», StarMedia, 2016 год.